# Tiếng Tiệp Khắc
Tiếng Tiệp Khắc (tiếng Séc: jazyk československý, tiếng Slovak: Československý jazyk) là một khái niệm ngôn ngữ học xã hội chính trị được sử dụng ở Tiệp Khắc vào năm 1920–1938 để biết định nghĩa về ngôn ngữ nhà nước của quốc gia tuyên bố độc lập là nước cộng hòa của hai dân tộc, tức là các sắc tộc, người Séc và người Slovakia.
Trên thực tế, trong các tài liệu quốc tế, tiếng Séc đóng vai trò này, trong khi trong bài phát biểu trước công chúng và phương tiện truyền thông, nó thường là một dạng của tiếng Séc được nói ở thủ đô Praha với một số từ vựng tiếng Slovakia được giới thiệu hạn chế. Trong khi đó, Hiến pháp năm 1920 và các đạo luật phái sinh của nó cho phép sử dụng các ngôn ngữ thiểu số với điều kiện là chúng được nói bởi không dưới 20% dân số địa phương của một số khu vực nhất định.
Về mặt chính thức, hiến pháp năm 1920 đã được thay thế vào ngày 9 tháng 5 năm 1948 bằng Hiến pháp ngày Chín tháng Năm trong đó khái niệm về ngôn ngữ chính thức bị bỏ qua. Tiếng Séc và tiếng Slovak đã trở thành ngôn ngữ chính thức de facto ở các vùng của đất nước nơi chúng được sử dụng bởi đa số dân tộc tương ứng, trong khi tiếng Séc cũng bảo tồn vai trò của tiếng Tiệp Khắc trong các vấn đề quốc tế.

## Lịch sử
"Hiệp hội Tiệp Khắc" được thành lập vào năm 1829 bởi các sinh viên của Trường trung học Luther ở Bratislava, còn được gọi là "Hiệp hội ngôn ngữ và văn học Tiệp Khắc", đã trở thành một tổ chức quan trọng trong phong trào dân tộc Slovakia.
Năm 1836, Ľudovít Štúr, người lãnh đạo cuộc phục hưng dân tộc của Slovakia vào thế kỷ 19, đã viết một bức thư cho nhà sử học quan trọng người Séc František Palacký. Nói rằng tiếng Séc được sử dụng bởi những người theo đạo Tin lành ở Thượng Hungary đã trở nên không thể hiểu được đối với những người bình thường ở Slovakia, Štúr đề xuất tạo ra một ngôn ngữ Tiệp Khắc thống nhất, miễn là người Séc sẵn sàng sử dụng một số từ tiếng Slovak nhất định, cũng như người Slovakia chấp nhận chính thức một số từ tiếng Séc.
Tuy nhiên, trong nửa đầu thế kỷ 20, khái niệm cấp tiến của "chủ nghĩa Tiệp Khắc" đã thúc đẩy tiếng Séc là ngôn ngữ tiêu chuẩn văn học, trong khi tiếng Slovakia được coi là một phương ngữ địa phương, giống như tiếng Morava. Khái niệm về chủ nghĩa Tiệp Khắc là cần thiết để biện minh cho việc tạo ra một nước Tiệp Khắc trên thế giới, nếu không, phần lớn thống kê của người Séc chống lại người Đức sẽ rất yếu.

### Luật ngôn ngữ
Vào ngày 29 tháng 2 năm 1920, Quốc hội Đệ Nhất Cộng hòa Tiệp Khắc đã thông qua Hiến pháp Tiệp Khắc và cùng ngày, một bộ luật hiến pháp. Đạo luật ngôn ngữ (Jazykový zákon) 122/1920 Sb. z. a n., trên cơ sở § 129 của Hiến chương (tiếng Séc: Ústavní listina Československé republiky) đã đặt ra các nguyên tắc của các quy định về ngôn ngữ, trong đó § 1 phán quyết rằng ngôn ngữ Tiệp Khắc "jazyk československý jest státním, oficielním jazykem republiky" ("là nhà nước, hoặc ngôn ngữ chính thức của nước cộng hòa").